# FC Lagartos
Der Lagartos Futebol Clube de Bambadinca (portugiesisch für: „Die Echsen Fußballverein aus Bambadinca“), kurz FC Lagartos, ist ein Fußballverein aus der guinea-bissauischen Stadt Bambadinca.
Der Verein empfängt seine Gäste im Estádio de Bambadinca.

## Geschichte
Dem Verein gelang 2014 erstmals der Aufstieg in die höchste Spielklasse des Landes, den Campeonato Nacional da Guiné-Bissau. Der Lagartos FC konnte seine erste Saison gleich als Dritter abschließen und etablierte sich seither im Spielbetrieb des Oberhauses.
Als bisher (Stand 2017) größter Erfolg kann die Saison 2015 gelten, als der Klub erst im Finale zum Landespokal Taça Nacional da Guiné-Bissau dem Rekordsieger Benfica Bissau unterlag.